# Understanding
"Understanding" je pjesma rock grupe Evanescence s albuma Evanescence EP. To je prva pjesma koju je napisao Ben Moody i druga ikada napisana pjesma za Evanescence.